# Kim Seung-il
Kim Seung-il   (Corea del Nord, 2 de setembre de 1945) fou un futbolista nord-coreà de la dècada de 1960.
Fou internacional amb la selecció de futbol de Corea del Nord amb la qual participà a la copa del Món de futbol de 1966.
A nivell de club destacà com a jugador de Moranbong Sports Club.